# Chetta Chevalier
Henrietta Chetta Chevalier (ur. 2 kwietnia 1901 w Sliemie, zm. 9 lipca 1973) – mieszkająca w Rzymie Maltanka z brytyjskim obywatelstwem. Była kluczową postacią w sieci pomocowej prałata Hugh O'Flaherty'ego, działającej w Watykanie podczas II wojny światowej. Jej mieszkanie przy Via Imperia służyło jako magazyn zaopatrzenia i kwatera dla uciekinierów uciekających przed faszystowskimi reżimami Europy.
W sieci pomocowej była znana jako „Pani M.”. Pochodzenie jej pseudonimu – czy było to odniesienie do jej rodzinnej wyspy Malty, nazwiska panieńskiego matki, czy też innego czynnika – jest nieznane.

## Życiorys
Chevalier urodziła się  w Sliemie na Malcie jako Henrietta Scerri, córka Emmanuela Scerri i jego żony Marii z domu Mamo. 15 maja 1920 roku w kościele Matki Bożej Najświętszego Serca w Sliemie poślubiła Thomasa Chevaliera. Zamieszkali w Rzymie, gdzie jej mąż pracował jako agent brytyjskiej firmy turystycznej Thomas Cook & Sons. Mieli kilkoro dzieci. Po śmierci męża i uwięzieniu jednego z synów w 1939 roku brytyjska wdowa utknęła w faszystowskim państwie Mussoliniego i była odpowiedzialna za dobro swoich dzieci i starszej matki. Zwerbowana do sieci O'Flaherty'ego, Chevalier dała O'Flaherty'emu wolną rękę do wykorzystania jej mieszkania jako magazynu i kryjówki dla ludzi uciekających przed faszyzmem. Pomimo bycia pod stałą obserwacją hitlerowskiej służby bezpieczeństwa, Chevalier i jej rodzina kontynuowali tajną działalność ryzykując swoim życiem aż do ewakuacji przez sieć O'Flaherty'ego. Pojedynczo przenieśli się na farmę na obrzeżach miasta, gdzie w ukryciu przeżyli resztę wojny.
W 1945 została odznaczona Medalem Imperium Brytyjskiego (BEM) za służbę we Włoszech. Jej wysiłkom przypisuje się bezpośrednie udzielenie pomocy 4000 osobom podczas wojny.
Chevalier zmarła na swojej rodzinnej Malcie 9 lipca 1973 roku i została pochowana na cmentarzu Santa Maria Addolorata.

## Upamiętnienie
W Maltańskim Muzeum Lotnictwa na jej cześć został zasadzony ogród pamiątkowy, który został otwarty 24 listopada 2012 roku.